# Studio Lings
Studio Lings es un estudio de animación japonés con sede en Tokio.

## Historia
Studio Lings fue fundada en julio de 2014 como un estudio de producción y planificación de animación por Hidehito Takagi, quien trabajó anterormente en Studio Izena.
La sede central se trasladó en enero de 2019 a Nishitōkyō, Tokio.

## Trabajos

### Series de televisión
| Año  | Título                            | Director(es)                 | Fecha de primera transmisión | Fecha de última transmisión | Eps. | Notas                                                                                                | Refs.             |
| ---- | --------------------------------- | ---------------------------- | ---------------------------- | --------------------------- | ---- | --- | ----------------- |
| 2018 | Tachibanakan To Lie Angle         | Hisayoshi Hirasawa           | 4 de abril de 2018           | 20 de junio de 2018         | 12   | Adaptación al manga escrito e ilustrado por Merryhachi. Coproducción junto a Creators in Pack.       | [ 1 ]             |
| 2023 | Watashi no Yuri wa Oshigoto Desu! | Hijiri Sanpei                | 6 de abril de 2023           | 22 de junio de 2023         | 12   | Adaptación del manga escrito por Shachi Sogano e ilustrado por Miman. Coproducción junto a Passione. | [ 2 ]             |
| 2025 | Watashi o Tabetai, Hito de Nashi  | Naoyuki Kuzuya Yūsuke Suzuki | 2 de octubre de 2025         | —                           | —    | Adaptación del manga escrito e ilustrado por Sai Naekawa.                                            | [ 3 ] [ 4 ] [ 5 ] |

### Películas
| Año  | Título                 | Director(es)         | Fecha de lanzamiento | Duración | Notas                                                                              | Refs.       |
| ---- | ---------------------- | -------------------- | -------------------- | -------- | ---------------------------------------------------------------------------------- | ----------- |
| 2024 | Ōmuro-ke: Dear Sisters | 2 de febrero de 2024 | 2 de febrero de 2024 | 43m      | Adaptación al manga escrito e ilustrado por Namori. Coproducción junto a Passione. | [ 6 ] [ 7 ] |
| 2024 | Ōmuro-ke: Dear Friends | 21 de junio de 2024  | 21 de junio de 2024  | 43m      | Secuela de Ōmuro-ke: Dear Sisters. Coproducción junto a Passione.                  | [ 6 ] [ 7 ] |